# Oxaprozină
Oxaprozina este un antiinflamator nesteroidian din clasa derivaților de acid aril-propionic, utilizat ca antiinflamator, analgezic și antipiretic. Este utilizat în tratamentul simptomatic al durerii asociate artritei reumatoide și al osteoartritei. Molecula a fost patentată în anul 1967 și a fost aprobată pentru uz medical în 1983.